# Pat Travers
Patrick Henry Travers (Toronto, 12 april 1954) is een Canadees bluesrockgitarist, toetsenist en zanger die halverwege de jaren 1970 zijn opnamecarrière begon.

## Carrière
Travers is geboren en getogen in Toronto. Kort nadat hij op 12-jarige leeftijd de gitaar had opgepakt, zag hij Jimi Hendrix optreden in Ottawa. Travers begon al vroeg in zijn tienerjaren in bands te spelen. Zijn eerste bands waren de Music Machine (niet te verwarren met de Californische psychedelische/garageband met dezelfde naam), Red Hot en Merge, die in clubs in de omgeving van Quebec speelden.
Tijdens het optreden met Merge werd hij opgemerkt door rockartiest Ronnie Hawkins, die Travers uitnodigde om met hem op te treden. Toen hij begin twintig was, verhuisde Travers naar Londen en tekende een platencontract bij Polydor. Zijn naamloze debuutalbum werd uitgebracht in 1976 en bevatte bassist Peter 'Mars' Cowling, die een aantal jaren een steunpilaar zou worden in de band van Travers. Een optreden in het Duitse tv-programma Rockpalast in november 1976 werd later op dvd uitgebracht onder de titel Hooked on Music. Dit optreden toont een vroege versie van Travers' band met Cowling en drummer Nicko McBrain.

### Stijging naar populariteit
In 1977 voegde Travers een tweede gitarist toe aan zijn band, veranderde hij tweemaal van drummer, waaronder het gebruik van Clive Edwards, en tegen de tijd dat Heat in the Street in 1978 werd uitgebracht, had hij de Pat Travers Band samengesteld. Deze bestond uit Travers op zang en gitaar, Pat Thrall op gitaar, Cowling op bas en Tommy Aldridge op drums en percussie. De band toerde zwaar en ondersteunde ook Rush op hun Drive til You Die-tournee ter ondersteuning van A Farewell to Kings.
De gitaar waarmee Travers in de beginjaren van de band het vaakst op het podium en op albumhoezen verscheen, was een Gibson Melody Maker met dubbele cutaway en dubbele humbucker, een model uit 1964/1965. De volgende publicatie van de band was het livealbum Live! Go for What You Know, dat in de Verenigde Staten in de Top 40 van de hitparade terechtkwam en het deuntje Boom Boom (Out Go the Lights) bevatte (oorspronkelijk opgenomen door Little Walter, toegeschreven aan Stan Lewis), dat nog hoger in de hitlijsten klom, waarmee hij de Top 20 binnenkwam. Snortin' Whiskey was een grote Amerikaanse radiohit uit Crash and Burn in de jaren 1980.
Na een optreden voor 35.000 mensen op het Reading Music Festival in Engeland, kondigden zowel Thrall als Aldridge aan dat ze de band zouden verlaten om andere projecten na te streven. Travers en Cowling werkten samen met drummer Sandy Gennaro en brachten datzelfde jaar Radio Active uit. Een co-headliner tournee met Rainbow volgde en de twee bands traden op in grote arena's in Noord-Amerika. Hoewel de tournee Travers' meest succesvolle roadtrip was, haalde het album Radio Active amper de Top 40 en bereikte het slechts nummer 37.
Het was heel anders dan het eerdere werk van Travers, met meer nadruk op keyboards dan op zware gitaren. Teleurgesteld door het gebrek aan verkoop, verwijderde Polydor Travers uit hun selectie, waarop Travers op zijn beurt de platenmaatschappij aanklaagde, omdat hij een contract met hen had om meer materiaal op te nemen. Hij won de rechtszaak en kon Black Pearl in 1982 uitgeven.
Deze publicatie bevatte ook meer mainstreammuziek in plaats van de harde rock die Travers eerder had opgenomen en omvatte de hitsingle I La La La Love You, prominent aanwezig in de reguliere Top 40 en albumgeoriënteerde rockstations en in de film Valley Girl uit 1983. Hot Shot was Travers' laatste grote labelpublicatie van oorspronkelijke muziek met een terugkeer naar een hardere rockstijl dan zijn vorige twee albums waren geweest. Een van de best opgenomen projecten van Travers ging vrijwel onopgemerkt en wordt het best herinnerd voor de single Killer. Het was in deze tijd dat Travers ook Just Another Killer Day uitbracht, een 30 minuten durende homevideo met muziek van Hot Shot, een sciencefictionachtig kort verhaal over sexy buitenaardse vrouwen die op zoek waren naar informatie over muziek hier op aarde. In 1984 steunde Travers opnieuw Rush. Alex Lifeson is een van de vele bewonderaars van Travers.
Vóór het uitbrengen van Hot Shot verliet de oude bassist Cowling de band en Travers zou met verschillende bassisten werken, waaronder Cliff Jordan en Donni Hughes tot Cowlings terugkeer in 1989. Ook op dit moment trad Jerry Riggs toe tot de Pat Travers Band en hij en Travers creëerde een gitaarteam dat volgens fans moeilijk te evenaren was. Na het uitbrengen van Hot Shot in 1984 maakte Polydor plannen om een Greatest Hits-pakket uit te geven en beëindigde vervolgens hun relatie met Travers.
De tweede helft van de jaren 1980 was behoorlijk afmattend voor Travers. Nadat hij het decennium aan de top van de muziekwereld was binnengegaan, bevond hij zich in 1986 zonder platencontract en werd hij gedwongen om zijn brood te verdienen door opnieuw in nachtclubs te spelen en constant te toeren. In 1990 had hij een deal gesloten met een klein Europees label en bracht hij School of Hard Knocks uit. Het project werd volledig genegeerd door de radio. De volledige concertvideo Boom Boom – Live at the Diamond Club 1990, werd opgenomen in Toronto, om volgend jaar als Boom Boom op cd te verschijnen, maar Travers kon nog steeds niet evenaren aan het succes dat hij tien jaar eerder had en werkt alleen bij indie-labels, zoals Lemon Recordings.

### Jaren 1990
Kort daarna tekende Travers een deal met het in de Verenigde Staten gevestigde Blues Bureau International Records, een bedrijf opgericht door producent Mike Varney. Travers' eerste opname voor het label was Blues Tracks, uitgebracht in 1992. In de jaren 1990 volgden nog een aantal publicaties bij het BBI-label. In 1993 nam Travers afscheid van zowel Jerry Riggs als Peter 'Mars' Cowling en Riggs werd kort vervangen door voormalig Foghat-gitarist Erik Cartwright. De relatie was van korte duur en Travers heeft sindsdien met verschillende muzikanten gewerkt. Travers zong op het nummer Get the Funk Out van de metalband Extreme uit Boston van hun album Pornograffitti uit 1990.

### Latere jaren
Travers slaagde er niet in om het commerciële succes dat hij ooit had te consolideren, ondanks een grote en loyale schare fans die zichzelf 'Hammer Heads' noemen. In 2001 maakte Travers deel uit van de Voices of Classic Rock-tournee en had de kleine hit Rock Forever met Leslie West van de band Mountain. In 2004 startte Travers een project met de ervaren drummer Carmine Appice en begon te toeren door de Verenigde Staten. Travers nam covers op van bands als Led Zeppelin, Montrose, Queen en Trapeze onder de albumnaam P.T. Power Trio 2, en in november 2006 toerden ze door Europa. Hij trad ook op met de band Scrap Metal.
Van 2008 tot 2016 was er een van de langste/meest consistente bezettingen voor de Pat Travers Band. Bandleden waren Kirk McKim (2006-2015; gitaar/zang), Sean Shannon (2008-2010; drums), gevolgd door Sandy Gennaro (2010-2016) en Rodney O'Quinn (2007-2016; bas/zang). De band bracht eind 2009 het album Fidelis uit. In juli 2013 brachten ze Can Do uit via Frontiers Records, een groot label uit Italië. Can Do werd in de tweede helft van 2013 ondersteund door PTB-tournees door de Verenigde Staten, het Verenigd Koninkrijk en Europa. In januari 2015 bracht Frontiers Records Live at the Iridium NYC uit, opgenomen in februari 2012.

## Discografie
- 1976: Makes no Difference
- 1976: Pat Travers
- 1977: Makin' Magic
- 1977: Putting It Straight
- 1978: Heat in the Street
- 1978: The Pat Travers You Missed Mini Album
- 1979: Go For What You Know
- 1979: Live! Boom Boom (Out Go the Lights)
- 1980: Crash and Burn
- 1980: Is This Love
- 1980: Is This Love Snortin' Whiskey
- 1980: Snortin' Whiskey Stateboro Blues
- 1980: Evie
- 1981: Radioactive
- 1982: Black Pearl
- 1983: Valley Girl
- 1984: Hot Shot
- 1985: Best Of Pat Travers Boom Boom

- 1990: School of Hard Knocks
- 1990: Anthology Vol. 1
- 1990: Anthology Vol. 2
- 1991: Best of Pat Travers
- 1991: Boom Boom
- 1992: BBC Radio 1 "Live Konzert"
- 1992: Blues Tracks
- 1993: Just a Touch
- 1993: Hats Off to Stevie Ray Vaughan
- 1993: Fit for a King
- 1993: Songs from the Better Blues Bureau
- 1993: Masters of Metal
- 1994: Blues Magnet
- 1994: Cream of the Crop
- 1995: Animal Magnetism
- 1995: Halfway to Somewhere
- 1996: Lookin' Up
- 1997: King Biscuit

- 1997: Summerdaze
- 1997: Whiskey Blues
- 1997: Best of Blues Plus Live
- 1998: King Biscuit
- 1998: Blues Tracks 2
- 2000: Don't Feed the Alligators
- 2000: Boom Boom
- 2000: BBC Radio 1 Live
- 2001: Voices for America
- 2003: Etched in Stone
- 2003: Power Trio
- 2003: 20th Century Masters – Best Of Pat Travers
- 2006: P.T. Power Trio Vol. 2
- 2006: Bazooka (met Carmine Appice)
- 2010: Fidelis
- 2013: Can Do (Frontiers Records)
- 2015: Retro Rocket
- 2016: The Balls Album (met Carmine Appice)

- Bibliothèque nationale de France: cb139005475 (data)
- Gemeinsame Normdatei: 134542045
- International Standard Name Identifier: 0000 0000 7364 3075
- Library of Congress Control Number: n95017262
- MusicBrainz: 71fd1b0d-4f63-4060-95d9-afbc80ddffc2
- Nationale Bibliotheek van Tsjechië: xx0188871
- Virtual International Authority File: 14959787
- WorldCat: E39PBJhmKyGT8kgbYcfdv9qhHC